# Харьковский проезд
Ха́рьковский прое́зд (до 31 мая 1973 года — проекти́руемый прое́зд № 4822 и проекти́руемый прое́зд № 4823) — проезд, расположенный в Южном административном округе города Москвы на территории района Бирюлёво Западное.

## История
Проезд был образован 31 мая 1973 года из проекти́руемого прое́зда № 4822 и проекти́руемого прое́зда № 4823 и получил своё название по примыканию к Харьковской улице, в свою очередь названной по городу Харьков Украинской ССР.

## Расположение
Харьковский проезд, являясь продолжением Востряковского проезда, проходит от Харьковской улицы и улицы Подольских Курсантов на север, поворачивает на северо-восток и проходит до путей Павелецкого направления Московской железной дороги. Нумерация домов начинается от Харьковской улицы.

## Примечательные здания и сооружения
По нечётной стороне:
- 5-а — Московский государственный колледж электромеханики и информационных технологий;
- 7, к. 3 — Управление социальной защиты населения района Бирюлёво Западное;
- 9-б — школа № 2001.

По чётной стороне:
- 2 — АЗС «Московская топливная компания» № 43;
- вл. 2-а — АЗС «Энергопетрол» № 908.

## Транспорт

### Автобус
с960:  Южная — Харьковский проезд

### Метро
- Станция метро «Пражская» Серпуховско-Тимирязевской линии — северо-западнее проезда, на пересечении Кировоградской улицы и улицы Красного Маяка
- Станция метро «Улица Академика Янгеля» Серпуховско-Тимирязевской линии — западнее проезда, на пересечении улицы Академика Янгеля и Россошанской улицы с Варшавским шоссе

### Железнодорожный транспорт
- Станция Бирюлёво-Товарная Павелецкого направления Московской железной дороги — восточнее проезда, на Булатниковском проезде
- Станция Красный Строитель Курского направления Московской железной дороги — западнее проезда, на Дорожной улице
- Платформа Покровская Курского направления Московской железной дороги — северо-западнее проезда, между улицей Подольских Курсантов и 3-м Дорожным проездом